# Calliaro
Calliaro (in greco antico: Καλλίαρος?) era una città dell'antica Grecia ubicata nella Locride, menzionata da Omero nel catalogo delle navi dell'Iliade.

## Storia
Non è nota la sua ubicazione dato che ai tempi di Strabone non era più abitata e il geografo menziona soltanto che si trovava in una pianura molto ben coltivata. Infatti, l'etimologia dice che Calliaro deriva da due parole che significano "bello" e "coltivare". Secondo la mitologia greca, tuttavia, ricevette il suo nome da un personaggio chiamato Caliaro, figlio di Hodedoco e Laonome.